# Darius Varnas
Darius Varnas (* 19. Oktober 1973 in Pamūšis bei Ukmergė) ist ein litauischer sozialkonservativer Politiker, Bürgermeister der Rajongemeinde Ukmergė.

## Leben
Nach dem Abitur an der Mittelschule absolvierte Darius Varnas 2010 das Studium Business Management am Kolleg Utena in Utena und von 2010 bis 2014 das Bachelorstudium an der Kauno technologijos universitetas in der zweitgrößten litauischen Stadt Kaunas. Von 2000 bis 2007 arbeitete er als Kundenberater im Handelsunternehmen UAB „Senukų prekybos centras“ und von 2007 bis 2019 als Abteilungsleiter im Handelsunternehmen UAB „Bikuvos prekyba“.
Von 2015 bis 2023 war er Ratsmitglied von Ukmergė, von 2019 bis 2022 leitete er als Direktor die Verwaltung der Gemeinde. Seit 2023 ist er Bürgermeister der Rajongemeinde.
Darius Varnas war Mitglied von Darbo partija, Visuomeninis rinkimų komitetas „Tavo Ukmergė“. Jetzt ist er Mitglied von Demokratų sąjunga „Vardan Lietuvos“.

## Familie
Darius Varnas ist verheiratet. Seine Frau ist Buchhalterin.